# 跃进泡
跃进泡是一个位于中国黑龙江省哈尔滨市的淡水湖，面积约为7.24平方千米，属于东北平原。它的一级流域为黑龙江流域，二级流域为松花江水系。